# Asarum canadense
Asarum canadense е вид тревисто многогодишно растение от семейство Копитникови (Aristolochiaceae). Видът е незастрашен от изчезване.

## Разпространение
Asarum canadense е разпространен в източната част на Северна Америка, от Големите равнини на изток до Атлантическото крайбрежие и от югоизточната част на Канада на юг до югоизточната част на САЩ.